# Higginsia lamella
Higginsia lamella är en svampdjursart som beskrevs av Gustavo Pulitzer-Finali 1993. Higginsia lamella ingår i släktet Higginsia och familjen Heteroxyidae. Inga underarter finns listade i Catalogue of Life.